# Scotland (Wirginia)
Scotland – jednostka osadnicza w Stanach Zjednoczonych, w stanie Wirginia, w hrabstwie Surry.